# 帯広市立帯広第一中学校
帯広市立帯広第一中学校（おびひろしりつ おびひろだいいちちゅうがっこう）は、北海道帯広市に所在する公立中学校。

## 生徒数
- 生徒数 - 484人
  - 1年生 - 161人
  - 2年生 - 157人
  - 3年生 - 166人
  - 特別支援学級（内数）- 不明

2022年（令和4年）5月18日現在

## 部活動
令和4年度時点
- 野球部
- サッカー部
- 男子ソフトテニス部
- 女子ソフトテニス部
- 女子バレーボール部
- 卓球部
- アイスホッケー部
- 男子バドミントン部

全十勝春季大会団体優勝(2022)
第41回　全日本ジュニアバドミントン選手権大会 男子団体3位(2022)
- 女子バドミントン部

全十勝春季大会団体優勝(2022)
第41回　全日本ジュニアバドミントン選手権大会 女子団体優勝
全国大会出場
- 男子バスケットボール部

全十勝春季大会1回戦
- 女子バスケットボール部

第2回U15 Jr.ウインターカップ2021ｰ22出場　2回戦
全十勝春季大会優勝
- 美術部
- 合唱部
- 吹奏楽部

北海道吹奏楽コンクール出場(2022)
- アイスホッケー部（合同チーム）